# Renfe série S-103
 (juillet 2010).
Si vous disposez d'ouvrages ou d'articles de référence ou si vous connaissez des sites web de qualité traitant du thème abordé ici, merci de compléter l'article en donnant les références utiles à sa vérifiabilité et en les liant à la section « Notes et références ».

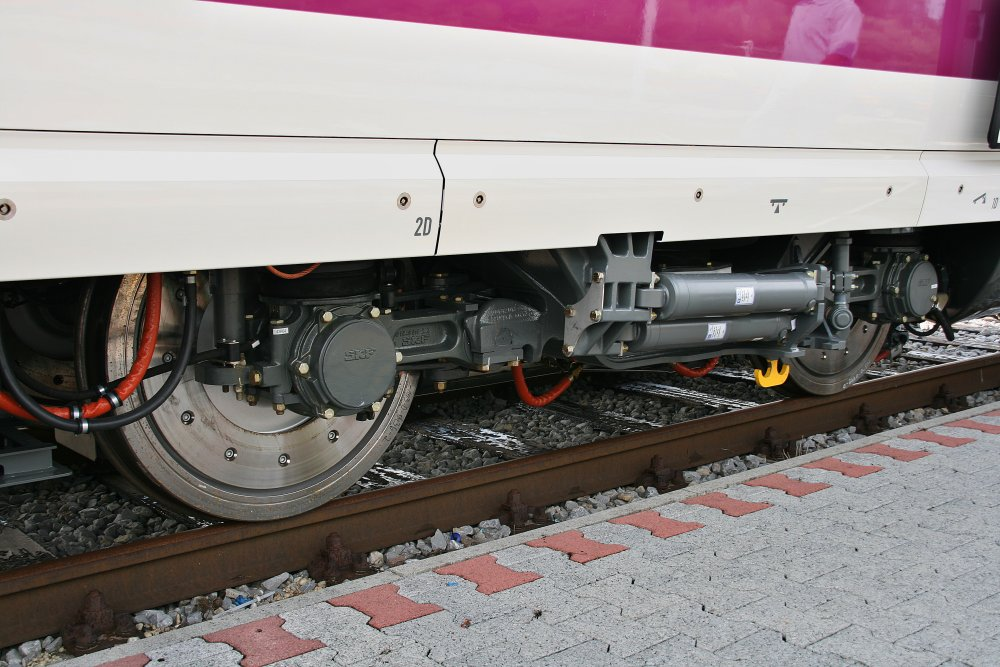
Bogie d'un S-103 à l'InnoTrans 2006

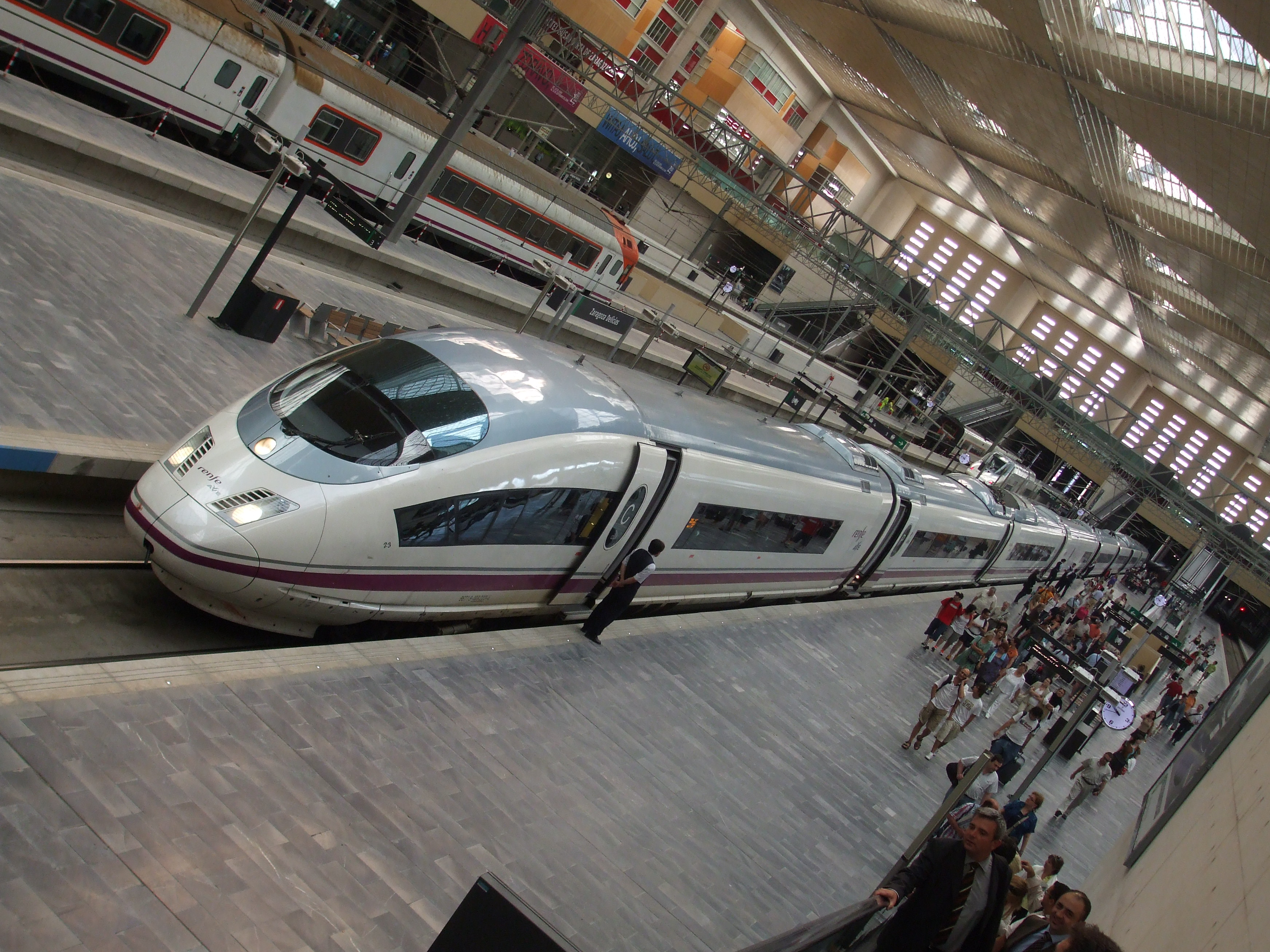
S-103 dans la station de Zaragoza Delicias

Le S-103 (pour Série 103, nom d'exploitation), ou Velaro E (nom du constructeur) est un train à grande vitesse construit par Siemens qui circule en Espagne pour la Renfe.

## Principales caractéristiques
La puissance des 16 moteurs a été élevée de 10 % par rapport à celle des ICE 3. Le total de 8 800 kW, permet aux rames AVE S103 de circuler à 350 km/h sous 25 kV 50 Hz. Le Velaro E utilise des freins magnétiques, tandis que l'ICE 3 utilise des freins à courant de Foucault.
Longues de 200 m pour une masse totale de 469 tonnes, les rames offrent une capacité de 404 places assises réparties en trois classes : club (37 places), preferente (103 places) et turista (264 places).

## Composition des rames
Ces types de rames sont composées de 2 motrices encadrant 6 voitures articulées (aussi appelées remorques).
La composition des rames est la suivante :
- C1 : voiture pilote motorisée, classe club,
- C2 et C3 : voitures classe preferente,
- C4 : voiture bar,
- C5 à C7 : voitures classe turista,
- C8 : voiture pilote motorisée, classe turista

Outre les voitures pilotes d'extrémité, les voitures C3 et C6 sont également motorisées (quatre sur huit voitures).
Tous les sièges sont orientables dans le sens de la marche. Les rames sont climatisées et prévues pour fonctionner sous des températures extérieures pouvant atteindre 50 °C.
Ces rames circulent également sur le réseau allemand auxquels ils sont nommés ICE 3.

## Historique

### Commande
En mars 2001, la Renfe adjuge la fourniture de 16 rames à grande vitesse et leur maintenance pour une durée de 14 ans à l'entreprise Siemens, pour 705 millions d'euros (dont 304 millions pour l'entretien des trains). Le contrat définitif, signé le 30 juillet suivant, précise que le premier train devra être livré en octobre 2003 afin d'être essayé au premier semestre 2004, le reliquat de la commande devant être livré à raison d'une rame tous les deux mois. La Renfe s'est réservée 20 % de la fabrication de l'ensemble (essentiellement les remorques), tandis qu'Alstom et la CAF obtiennent 22 % du contrat pour la fourniture des parties mécaniques.
Ce nouveau train doit être composé de huit voitures et doit desservir la nouvelle LGV Madrid - Barcelone.

### Livraison
Le 23 octobre 2002, à l'occasion de l'exposition Eurailspeed qui se tient à Madrid, Siemens présente une maquette grandeur nature du nouveau train série 103, modèle Velaro E pour la firme. Il s'agit en fait d'une déclinaison de l'ICE 3 déjà construit en 63 exemplaires pour la Deutsche Bahn et en 4 exemplaires pour les NS. Ce matériel est spécifiquement construit pour la LGV Madrid-Barcelone-frontière française.
La motorisation, répartie sur les huit véhicules du train, permet une forte adhérence et une puissance suffisante pour franchir les rampes de 40 mm/m de la ligne. Le cahier des charges prévoit leur utilisation à la vitesse commerciale de 350 km/h, ce qui permettrait de relier les différentes villes traversées en moins de deux heures et demie. La principale difficulté portait sur le freinage des rames, le freinage à ces vitesse n'étant pas rencontré en usage commercial. Alstom, qui participait au concours, s'était montré prudent et avait émis de nombreuses réserves par rapport à cette exigence.
La CAF livre sa première remorque en juillet 2003. Mais le transfert de technologie espéré n'a pas eu lieu, et Siemens résilie à l'amiable le contrat conclu avec CAF et Alstom, se retrouvant seul maitre d'œuvre. Début mars 2004, Siemens obtient un nouveau contrat pour la fourniture et l'entretien de 10 rames supplémentaires, pour la somme de 352,4 millions d'euros. C'est l'une des dernières mesures du gouvernement Aznar.
Siemens rencontra quelques soucis durant la mise au point du matériel, notamment sur le freinage, il s'avère plus complexe que prévu de freiner à 350 Km/h sur une distance raisonnable. Les tests en usine s'en ressentent, et la livraison des unités aussi. Le cahier des charges n'est plus respecté. Siemens doit ainsi payer deux pénalités successives pour ses retards, d'un montant total de 21 millions d'euros.
Le changement de gouvernement du 14 mars 2004 provoque un moratoire sur les derniers contrats signés par le gouvernement Aznar.
Rencontrant de nombreux soucis de mise au point, Siemens tente de négocier une révision du contrat avec la Renfe en juillet 2004. Une convention additionnelle est conclue le 1er mars 2005, et signée le 28 juin suivant. Elle stipule que la Renfe se chargera de la construction de 10 remorques destinées aux cinq premières rames, et de 44 remorques pour les 11 trains suivants. Dès le mois de mai 2005, les trois premières remorques sorties des ateliers Renfe de Valladolid sont expédiées à La Sagra. Un mois plus tard, les cinq autres éléments fournis par l'usine de Krefeld arrivent par camion depuis Hendaye et permettent d'assembler la première rame.

### Exploitation et record de vitesse
Le premier S-103 entre en service commercial début 2007.
Avec une vitesse de 403,7 km/h, un S103 établit le 16 juillet 2006 son record de vitesse, restant inférieur aux 574,8 km/h atteints par le TGV (Record de vitesse sur rail).